# Писафлоресский тепеуа
Писафлоресский тепеуа (North Tepehua, Pisaflores Tepehua) — язык тепеуа, на котором говорят в одном городе Исуатлан-де-Мадеро муниципалитета Писафлорес штата Веракрус в Мексике. Лексически писафлоресский диалект схож на 59% с уэуэтланским тепеуа и на 40% или менее с тлачичилькским тепеуа.